# كريستفيو
كريستفيو (بالإنجليزية: Crestview)‏ هي مدينة أمريكية تقع في ولاية فلوريدا. تبلغ مساحة هذه المدينة 33.2 (كم²)،ويبلغ عدد سكانها 20978 نسمة حسب إحصاء سنة 2010 م 20978.تشير إحصاءات سنة 2000م بأن الكثافة السكانية في هذه المدينة تقدر بـ(571.9) نسمة/كم2 

## أعلام
- إريك هاريس
- تيري تايلور